# Aedes semlikiensis
Aedes semlikiensis är en tvåvingeart som beskrevs av Someren 1950. Aedes semlikiensis ingår i släktet Aedes och familjen stickmyggor.
Artens utbredningsområde är Uganda. Inga underarter finns listade i Catalogue of Life.